# Scheibenhard
Scheibenhard (Duits: Scheibenhardt) is een gemeente in het Franse departement Bas-Rhin (regio Grand Est) en telt 675 inwoners (1999). Het dorpje ligt tegen de grens met Duitsland, die er wordt gevormd door het riviertje de Lauter. Op de andere oever ligt het Duitse Scheibenhardt.
De gemeente maakt deel uit van het kanton Wissembourg in het Haguenau-Wissembourg. Voor 1 januari 2015 was het deel van het kanton Lauterbourg en het arrondissement Wissembourg, die toen beide werd opgeheven.

## Geografie
De oppervlakte van Scheibenhard bedraagt 4,6 km², de bevolkingsdichtheid is 146,7 inwoners per km².
De onderstaande kaart toont de ligging van Scheibenhard met de belangrijkste infrastructuur en aangrenzende gemeenten.

## Demografie
Onderstaande figuur toont het verloop van het inwonertal (bron: INSEE-tellingen).